# Карахадър
Карахадъ̀р или Карахъдъ̀р (на турски: Karahıdır, Карахъдър) е село в Източна Тракия, Турция, околия Лозенград, вилает Лозенград. Сега е квартал на Лозенград.

## География
Селото се намира на 2 километра югозападно от вилаетския център Лозенград (Къркларели).

## История
В XIX век Карахадър е смесено село в Лозенградска (Кърклисийска) каза на Османската империя. В 1830 година то има 110 български и 30 турски къщи, в 1878 година – 95 български и 30 турски къщи, а в 1912 година – 195 български и 35 турски къщи.
Според „Етнография на вилаетите Адрианопол, Монастир и Салоника“, издадена в Константинопол в 1878 година и отразяваща статистиката на населението от 1873 година, Карахадър (Kari-Hadir) е село в Кърклисийска каза с 95 домакинства и 363 жители българи и 100 мюсюлмани.
Според статистиката на професор Любомир Милетич в 1912 година в селото живеят 203 български екзархийски семейства или 1205 души.
При избухването на Балканската война в 1912 година 16 души от Карахадър са доброволци в Македоно-одринското опълчение.
Българското население на Карахадър се изселва след Междусъюзническата война в 1913 година. Част от бежанците от Карахадър са настанени в село Архиянли. 202 семейства (938 души) се заселват в Бургаска околия и 3 семейства (17 души) в Ямболска.

## Личности
Родени в Карахадър
- Георги Попниколов (1875 – след 1943), български революционер, осъден на 5 години затвор заради участието си в Преображенското въстание[7]
- Димитър Попниколов (1880 – 1978), български революционер и просветен деец
- Илия Попниколов, учител в Бунархисар и член на ВМОРО
- Костадин Попниколов (1889 – 1918), български офицер, поручик, загинал през Първата световна война[8]
- Никола Бъчваров (1853 – 1917), български свещеник и революционер, осъден на 7 години заточение в Мала Азия, умрял в Созопол
- Петър Шивачев (1864 – ?), български революционер, свещеник, просветен деец и общественик
- Яни Попов (1878 – 1954), български революционер